# سانت بريست

شعار البلدية

سانت بريست (Saint-Priest) بلدية فرنسية تقع في إقليم رونشرق فرنسا .

## توأمة
لسانت بريست اتفاقيات توأمة مع كل من:
- أريتسو
- مولهايم آم ماين

## أعلام
- فرانسوا إيمانويل غينارد، كونت دي سانت بريست
- ميشيل مايلارد
- توماس روبيني
- أوليفير بيليسي